# حشره‌خوار درمانده
 حشره‌خوار دسپرت (نام علمی: Crocidura desperata) نام یک گونه از سرده حشره‌خوارهای دندان‌سفید است.